# Стрілковичі (зупинний пункт)
Стрілко́вичі (також 75 км) — пасажирський залізничний зупинний пункт Львівської дирекції Львівської залізниці.
Розташований територіально на крайньому південному заході міста Самбір, поруч село Стрілковичі Самбірський район Львівської області на лінії Самбір — Чоп між станціями Самбір (8 км) та Ваньковичі (3 км).
Станом на травень 2019 року щодня п'ять пар електропотягів прямують за напрямком Львів — Сянки.